# Podmorsko arheološko nalazište kod Kaštel Sućurca
Podmorsko arheološko nalazište nalazi se u podmorju Kaštelanskog zaljeva na položaju Trsteniku kod mjesta Kaštel Sućurac, Grad Kaštela.

## Opis
Vrijeme nastanka: 1. do 4. stoljeće. U podmorju Kaštelanskog zaljeva na položaju Trstenik u Kaštel Sućurcu pronađen je jedan čitavi dolij (vis. 160cm, težina oko 1300kg), dvije veće skupine amfora i ostaci drvene konstrukcije nepoznate namjene u dužini od oko 50m. Svi nalazi vidljivi su u površinskom sloju. S obzirom na to da je nalazište na maloj dubini (1-2,5 m), skupine amfora zaštićene su željeznom mrežom, a dolij je izvađen i pohranjen u Hrvatskom pomorskom muzeju u Splitu. Drvena konstrukcija sastoji se od uzdužno položenih dasaka i kružnih, okomito zabijenih pilona. Pod pijeskom treba očekivati još nalaza.

## Zaštita
Pod oznakom Z-732 zaveden je kao nepokretno kulturno dobro - arheologija, pravna statusa zaštićena kulturnog dobra, klasificirano kao "podvodna arheološka zona/nalazište".